# Bratsk
Bratsk (in russo Братск?) è una città della Russia, situata sul fiume Angara nella Siberia centrale, 490 km a nord del capoluogo Irkutsk e, a sua volta, capoluogo del Bratskij rajon.
Fondata nel 1631, la città ebbe un consistente sviluppo a partire dagli anni sessanta del XX secolo, con la costruzione della imponente centrale idroelettrica sull'Angara che originò il grande bacino artificiale omonimo.
Questa grossa disponibilità di energia elettrica favorì la nascita di grosse industrie, tra cui dei grossi stabilimenti per la produzione di alluminio e pasta di legno. La città è inoltre dotata di un porto fluviale, un aeroporto internazionale e una stazione delle Ferrovie russe.

## Società

### Evoluzione demografica
Fonte: mojgorod.ru
- 1959: 43 000
- 1979: 213 700
- 1989: 255 700
- 2002: 259 335
- 2007: 253 200
- 2021: 224 071

## Geografia fisica

### Clima
Fonte: WorldClimate.com
- Temperatura media annua: −2,1 °C
- Temperatura media del mese più freddo (gennaio): −22,7 °C
- Temperatura media del mese più caldo (luglio): 18,0 °C
- Precipitazioni medie annue: 372 mm